# 까치밥나무
까치밥나무는 한국과 중국 등지에 분포하며 고산지대에서 자란다. 높이는 2m에 달한다. 잎은 둥글고 손바닥 모양이며 3조각으로 얕게 갈라지고 톱니가 있으며 뒷면에 털이 나 있다. 잎자루는 1-6cm로 털이 거의 없다. 꽃이삭은 길이가 20cm에 달하고 털이 밀생하며 많은 양성화가 달린다. 포(苞)는 숙존성이고 꽃받침통은 난원형이다. 봄에 꽃이 피고 가을에 공 모양의 열매가 붉게 익는다. 열매는 생으로 먹거나 젤리를 만들며 술도 담근다.

## 참고 문헌
- 이 문서에는 다음커뮤니케이션(현 카카오)에서 GFDL 또는 CC-SA 라이선스로 배포한 글로벌 세계대백과사전의 내용을 기초로 작성된 글이 포함되어 있습니다.